# Nueva Arcadia
Nueva Arcadia è un comune dell'Honduras facente parte del dipartimento di Copán.
Il comune venne istituito nel 1837.